# Kwoon (groupe)
Pour les articles homonymes, voir Kwoon.
 (juin 2022).
La mise en forme du texte ne suit pas les recommandations de Wikipédia : il faut le « wikifier ».
Les points d'amélioration suivants sont les cas les plus fréquents :
- Les titres sont pré-formatés par le logiciel. Ils ne sont ni en capitales, ni en gras.
- Le texte ne doit pas être écrit en capitales (les noms de famille non plus), ni en gras, ni en italique, ni en « petit »…
- Le gras n'est utilisé que pour surligner le titre de l'article dans l'introduction, une seule fois.
- L'italique est rarement utilisé : mots en langue étrangère, titres d'œuvres, noms de bateaux, etc.
- Les citations ne sont pas en italique mais en corps de texte normal. Elles sont entourées par des guillemets français : « et ».
- Les listes à puces sont à éviter, des paragraphes rédigés étant largement préférés. Les tableaux sont à réserver à la présentation de données structurées (résultats, etc.).
- Les appels de note de bas de page (petits chiffres en exposant, introduits par l'outil «  Source ») sont à placer entre la fin de phrase et le point final[comme ça].
- Les liens internes (vers d'autres articles de Wikipédia) sont à choisir avec parcimonie. Créez des liens vers des articles approfondissant le sujet. Les termes génériques sans rapport avec le sujet sont à éviter, ainsi que les répétitions de liens vers un même terme.
- Les liens externes sont à placer uniquement dans une section « Liens externes », à la fin de l'article. Ces liens sont à choisir avec parcimonie suivant les règles définies. Si un lien sert de source à l'article, son insertion dans le texte est à faire par les notes de bas de page.
- La présentation des références doit suivre les conventions bibliographiques. Il est recommandé d'utiliser les modèles {{Ouvrage}}, {{Chapitre}}, {{Article}}, {{Lien web}} et/ou {{Bibliographie}}. Le mode d'édition visuel peut mettre en forme automatiquement les références.
- Insérer une infobox (cadre d'informations à droite) n'est pas obligatoire pour parachever la mise en page.

Pour une aide détaillée, merci de consulter Aide:Wikification.
Si vous pensez que ces points ont été résolus, vous pouvez retirer ce bandeau et améliorer la mise en forme d'un autre article.
Kwoon est un groupe de musique fondé en 2005.

## Biographie

### Origines et début (2005-2009)
Fondé en 2005, le groupe Kwoon est originellement composé de Sandy Lavallart. Le nom du groupe est une invention, il ne signifie rien.
En mars 2006, Kwoon sort un premier album Tales and dreams sur lequel figure le titre I lived on the Moon. Réalisé par Yannick Puig, le clip connait un vif succès sur les plateformes Deezer, Myspace, Dailymotion dépassant le million de vues et offre une visibilité au groupe dans plusieurs pays.
Le groupe est alors formé pour défendre ses titres en live en France, Belgique, Suisse

### Tournées et suite des albums (2009–2015)
En 2009, Kwoon sort son second album "When the flowers were singing", enregistré par Amaury Martel.
Le groupe poursuit ses tournées dans une quinzaine de pays : Russie, Grèce, Roumanie, Pologne, Allemagne, République tchèque, Royaume-Uni, Croatie, Pays-Bas, Belgique, Suisse... et s'offre des dates aux côtés du groupe de post-rock écossais Mogwaï
L'E.P "The guillotine Show" sort en 2011, enregistré par Guillaume Jaoul, sous le label Fin de siècle. Parallèlement aux tournées électriques, le groupe s'invite chez les gens pour des séries de concerts acoustiques.
En 2015, après un dernier concert lors d'un festival en Allemagne, le groupe se met en stand-by.

### Renaissance et live solo (2020–2022)
En 2020, Kwoon se lance dans une série de live dans des lieux "insolites", filmé en solo avec un drone et des GoPro.
Kwoon joue ainsi sur des falaises, les volcans de Lanzarote, sur l'aiguille du Triolet (3900m) face au Mont Blanc, sur le phare de Tevennec...
Pour achever cette série d'expériences , Kwoon lance sa guitare dans la stratosphère lors d'un live (STRATOSFEAR) tourné sur l'aérodrome de Quiberon.
Ces expériences se retrouvent sur l'album live "ALIVE" qui sort en avril 2022.
Le 14 juin 2022, le single "KING OF SEA" sort, annonçant une sortie d'album prévue pour la fin de l'année. Élisabet Maistre, du groupe Dionysos est invitée à chanter sur le titre. Le titre est accompagné d'un clip en animation réalisé par Stephane Berla ayant travaillé pour les groupes Dionysos, M, Matmatah et pour le long métrage co-réalisé avec Mathias Malzieu Jack et la Mécanique du cœur, produit par Luc Besson.

### Nouvel album et nouvelle tournée (2025)
Le 21 février 2025, sort Odyssey, le nouvel album de KWOON, longtemps attendu.
Une tournée en CHINE et en Europe est programmée.